# Richard Murphy (Ruderer)
Richard „Dick“ Frederick Murphy (* 14. November 1931 in Bettlewood, Haddon Township, New Jersey) ist ein ehemaliger amerikanischer Ruderer.
Richard Murphy war Kadett an der United States Naval Academy in Annapolis und Mitglied des Achters der Akademie. Dieser Achter wurde für die Olympischen Spiele 1952 nominiert. In Helsinki gelangte der US-Achter ungeschlagen ins Finale, dort siegte er mit über fünf Sekunden Vorsprung vor dem sowjetischen und dem australischen Boot. Es war seit 1920 der siebte Olympiasieg in Folge für die amerikanischen Achter.
1954 graduierte Richard Murphy in Annapolis. Nach dem Ablauf seiner Dienstverpflichtung schied er als Leutnant aus der United States Navy aus.